# Jacob Obrecht

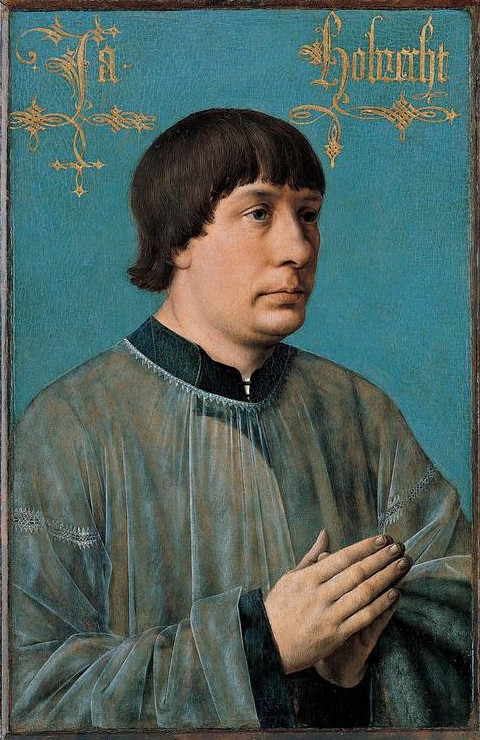
Retrato de Obrecht

Jacob Obrecht (1457 - 1505) foi um compositor holandês. A música de Obrecht foi injustamente ofuscada pela música do contemporâneo Josquin Desprez. Contudo, seu talento para a composição fica evidente em sua subtancial produção de música sacra secular de alta qualidade, dando certa credibilidade à teoria de que foi capaz de compor uma partitura inteira de um Ordinário de missa em uma única noite. Em um moteto escrito em homenagem ao pai, o compositor refere-se a si próprio como "Orfeo Jacob".
Obrecht trabalhou grande parte de sua vida de igrejas em Bruges, Antuérpia e Bergen op Zoom, embora terminasse por se mudar para a Itália. Sua música repleta de sequências longas e delocamentos paralelos - era mais tradicional que a de alguns de seus contemporâneos, apesar de se aventurar por novos caminhos, sobretudo em seu tratamento do cantus firmus (canção fixa). Apesar disso, sua abordagem musical dos textos permaneceu contrapontística. Sua obra não contribuiu para a nova vertente surgida na Itália no século XVI - para a qual a música devia expressar meticulosamente o real significado das palavras. As obras seculares de Obrecht incluem inventivas peças canônicas para instrumentos, e seus arranjos para melodias holandesas marcam seu nacionalismo.